# GE Aviation
GE Aviation és una filial de General Electric amb seu a Evendale (Ohio), als afores de Cincinnati. Es tracta d'un dels principals fabricants de motors d'aviació, que ofereix per a la majoria d'avions de passatgers. Forma part del conglomerat General Electric, una de les empreses més grans del món. Fins al setembre del 2005 era coneguda com a General Electric Aircraft Engines (GEAE). Els seus principals competidors són Rolls-Royce i Pratt & Whitney. GE ha format dues aliances d'empreses amb la companyia francesa Safran Aircraft Engines: CFM International i CFM Materials.

## Productes
- General Electric GE4 (1967)
- General Electric CF6 (1971)
- General Electric CF34 (1982)
- General Electric GE90 (1993)
- General Electric GE9X (2016)